# Luz Machado

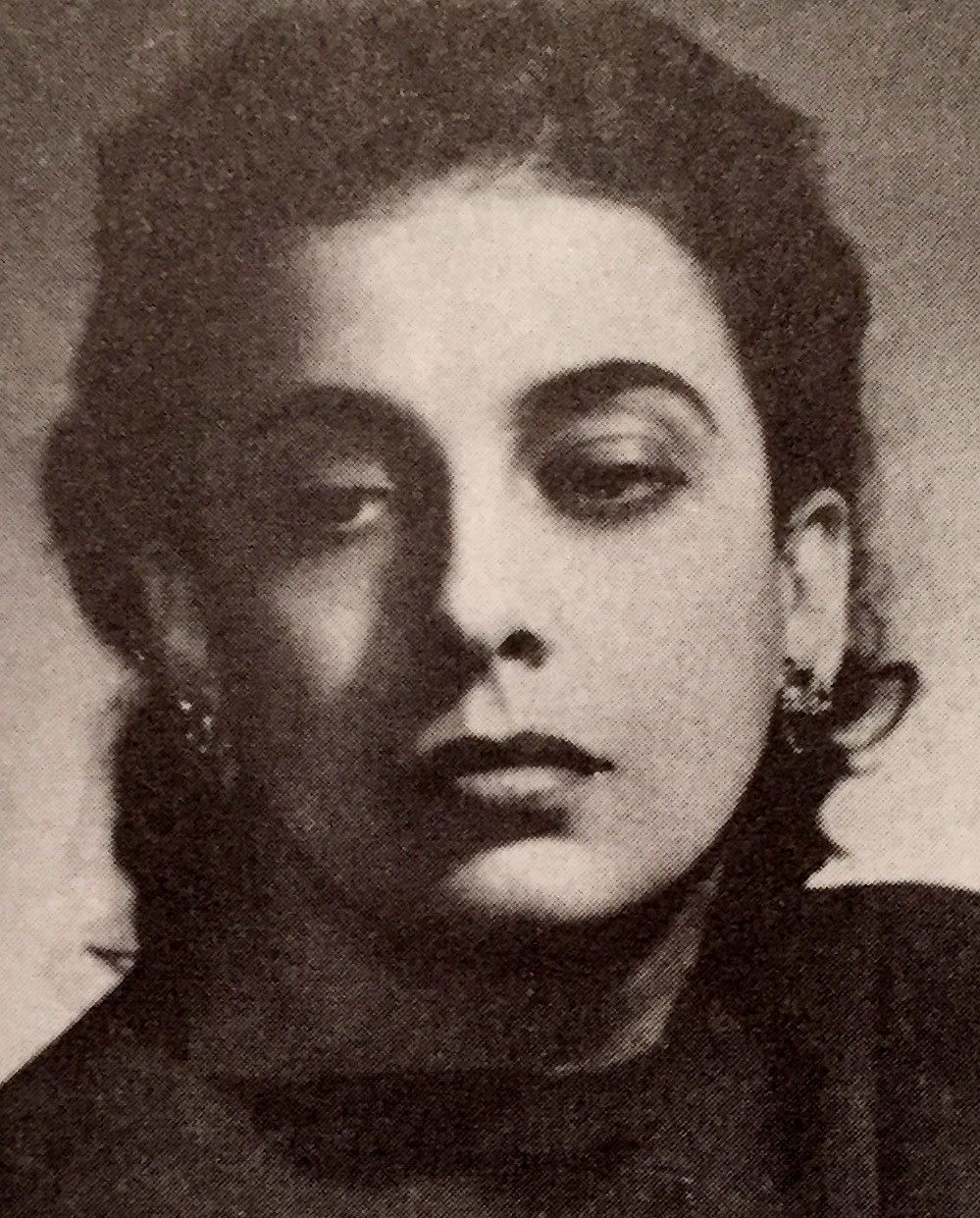
Luz Machado

Luz Machado, Pseudonym Ágata Cruz, (* 3. Februar 1916 in Ciudad Bolívar; † 1999) war eine venezolanische Autorin, Dichterin und politische Aktivistin. Sie war Mitbegründerin des Venezolanischen Dichterclubs (Círculo Escritores de Venezuela) und Mitglied der Bolivarischen Gesellschaft (Sociedad Bolivariana).

## Bücher
- Ronda
- Variaciones en tono de amor
- Vaso de resplandor
- Canto al Orinoco
- Sonetos nobles y sentimentales
- Sonetos a la sombra de Sor Juana Inés de la Cruz
- Retratos y tormentos
- Crónicas sobre Guayana

## Ehrungen/Preis
- Medalla de Plata, Asociación de Escritores Venezolanos.
- Premio Nacional de Literatura de Venezuela, 1987.
- Orden Francisco Miranda, 1993